# زی دپ
زی دپ یا زلی روستایی در دهستان جکیگور بخش مرکزی شهرستان راسک استان سیستان و بلوچستان ایران است.

## جمعیت
بر پایه سرشماری عمومی نفوس و مسکن در سال ۱۳۹۵ جمعیت این روستا ۹۴ نفر (۲۳خانوار) بوده‌است.